# Viale della Regione Siciliana

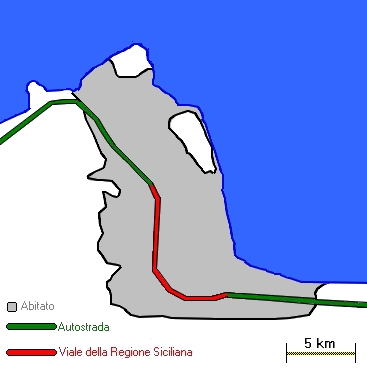
Il viale della Regione Siciliana all'interno del centro urbano di Palermo

Il viale della Regione Siciliana (noto anche come Circonvallazione di Palermo; nota come Nuova strada ANAS 162 prima del passaggio di competenze al comune) è un'arteria viaria di scorrimento della città di Palermo.
La strada attraversa il centro urbano di Palermo e rappresenta l'unica via di comunicazione veloce tra l'autostrada A19 Palermo-Catania e l'autostrada A29 Palermo-Mazara del Vallo. La sua lunghezza è di circa 12 chilometri ed è parte dell'itinerario europeo E90.

## Storia

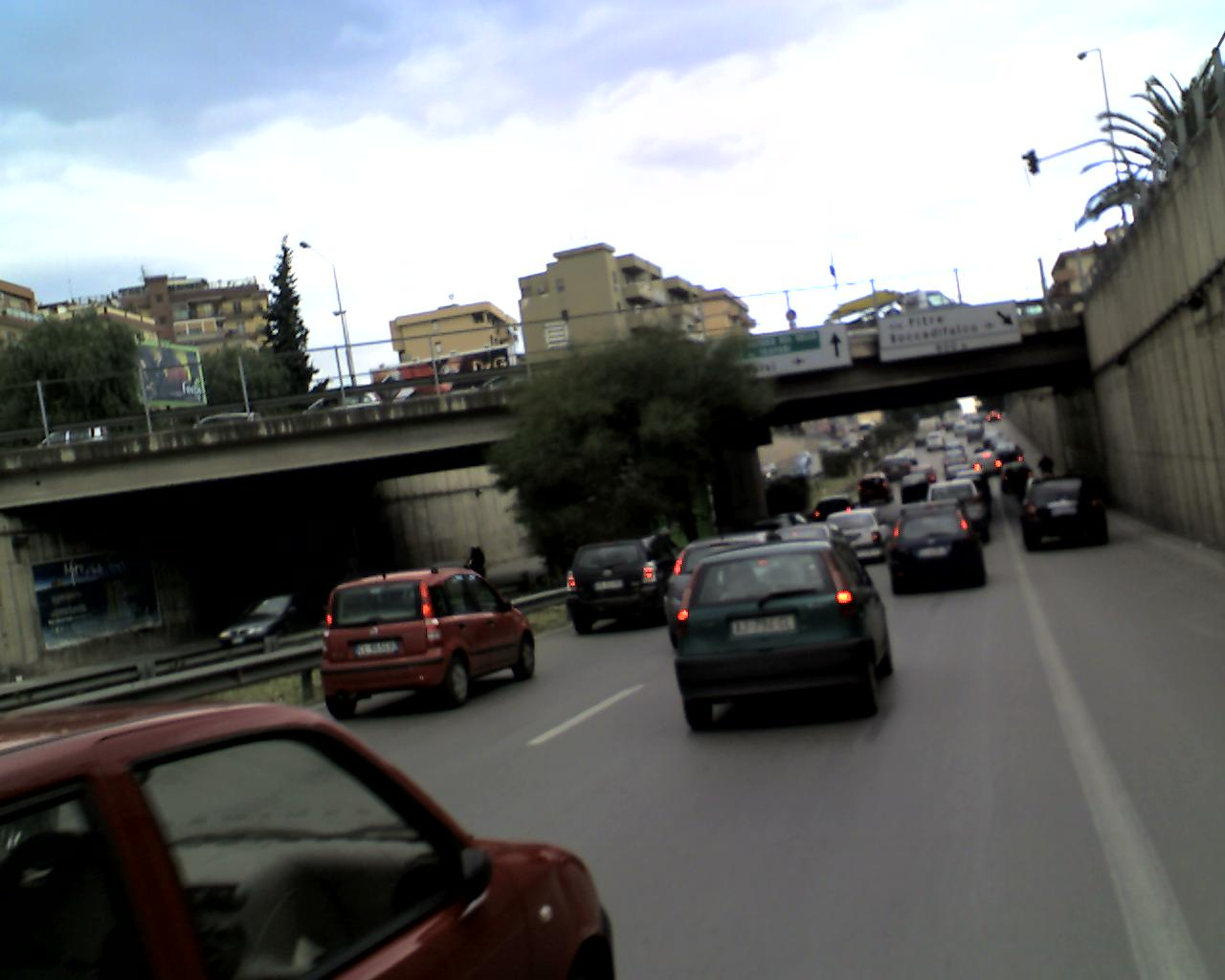
Sottopasso di Corso Calatafimi

La strada venne pianificata negli anni 1950 e prevista dal Piano Regolatore Generale di Palermo del 1962 quale collegamento veloce tra le aree esterne alla città. In seguito alla rapida espansione edilizia degli anni 1960 venne ben presto inglobata dal tessuto urbano cittadino, perdendo per diversi decenni la funzione di tangenziale nell'attesa di nuovi progetti voluti dal Comune per restituire all'arteria la sua originale funzione.
Alla fine degli anni 1970 vennero separate le carreggiate con spartitraffico, creando così una strada con due corsie per senso di marcia e corsie d'emergenza. Furono anche creati alcuni tratti di strade secondarie, parallele al viale principale (complanari).
Negli anni 1980 l'amministrazione comunale varò un programma per la riqualificazione della circonvallazione, con la creazione di una seconda arteria centrale sopraelevata. I primi lavori per tale opera cominciarono alla fine degli anni 1980 con la costruzione di alcuni passaggi sopraelevati e di alcuni pilastri per la sopraelevata. I lavori però furono abbandonati e i pilastri costruiti sono ancora visibili. Nello stesso decennio venne rivoluzionato il tratto nord del viale con la trasformazione delle corsie centrali in raccordo autostradale fino a Sferracavallo (raccordo A29-Palermo).
Negli anni 1990 a causa del crescente traffico urbano ed extraurbano si provvedette a sviluppare un piano per l'eliminazione dei tanti semafori ed incroci a raso presenti lungo il percorso. Furono costruiti i primi sottopassaggi pedonali e stradali. Tale piano è stato realizzato in gran parte ma non ancora concluso. Infatti esistono ancora dei semafori pedonali lungo il breve tratto in cui il tracciato dell'asse della circonvallazione si avvicina proprio alla zona centrale della città, senza tuttavia passarvi attraverso. Sempre negli anni novanta furono interrotti i lavori per la realizzazione della sopraelevata, lasciando ai cittadini e viaggiatori gli stessi disagi da eliminare.

## Descrizione
I 12 chilometri della circonvallazione si presentano prevalentemente con quattro corsie per senso di marcia: tre corsie più una corsia d'emergenza per senso di marcia.
La strada è considerata strada urbana di scorrimento e ne è vietata la circolazione ai velocipedi e ai ciclomotori. La strada si innesta con due autostrade: da una parte con la diramazione per via Giafar e dall'altra con il raccordo A29-Palermo. Lungo tali raccordi autostradali il viale della Regione Siciliana prosegue nelle carreggiate laterali, affiancate a quelle autostradali, ed è destinato al traffico urbano.
Il tratto centrale della circonvallazione è percorso dalla linea 4 del tram di Palermo, mentre sul ponte tranviario realizzato in Piazza Einstein nel primo semestre del 2011 passano le linee 2 e 3.

### Tabella percorso
| CIRCONVALLAZIONE DI PALERMO Viale della Regione Siciliana |                                                                   |      |                     |                |
| Tipo                                                      | Indicazione                                                       | ↓km↓ | Città metropolitana | Strada europea |
|                                                           | Diramazione per via Giafar                                        | 0,0  | PA                  |                |
|                                                           | Via Oreto Nuova (solo dir TP) Stazione di Palermo Centrale        | 0,7  | PA                  |                |
|                                                           | Bonagia Villagrazia-Falsomiele                                    | 2,1  | PA                  |                |
|                                                           | Via Ernesto Basile Palermo-Sciacca                                | 4,4  | PA                  |                |
|                                                           | Corso Calatafimi di Monreale                                      | 5,7  | PA                  |                |
|                                                           | Via Giuseppe Pitrè Villa Tasca-Altarello - Boccadifalco           | 6,5  | PA                  |                |
|                                                           | Viale Leonardo Da Vinci Uditore-Passo di Rigano - Noce - Torretta | 8,6  | PA                  |                |
|                                                           | Viale Lazio - Viale Michelangelo Cruillas                         | 9,8  | PA                  |                |
|                                                           | Via Belgio Stadio La Favorita                                     | 10,9 | PA                  |                |
|                                                           | Raccordo A29-Palermo (Raccordo per via Belgio)                    | 11,5 | PA                  |                |

## Lavori e progetti

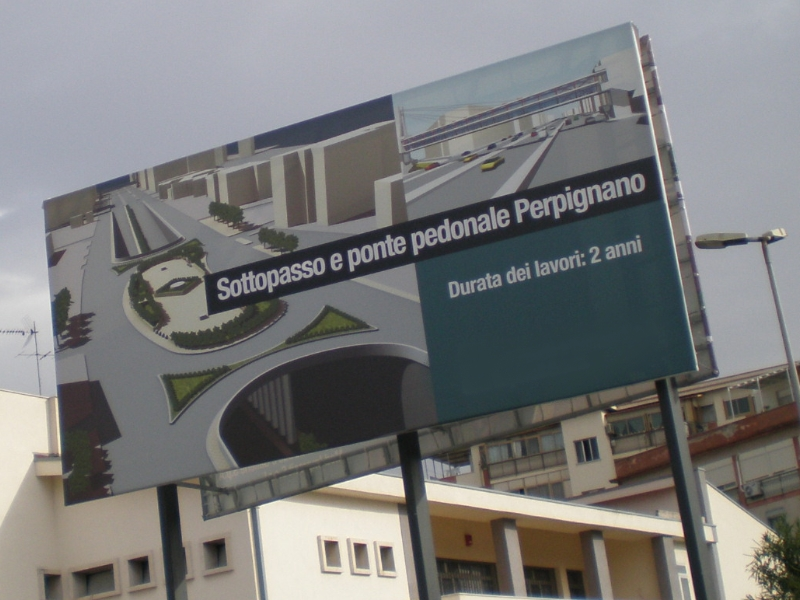
Cartello dei lavori allo svincolo Perpignano

È in corso la riqualificazione dell'arteria con la costruzione di passaggi pedonali sopraelevati in sostituzione dei quattro semafori pedonali esistenti. Tali opere elimineranno tutti gli attraversamenti pedonali a raso presenti sull'arteria. Esistono progetti per la realizzazione di ulteriori sovrappassaggi pedonali come quello dell'architetto francese Dominique Perrault, in corrispondenza del sottopasso di piazza Albert Einstein, ma le cui gare d'appalto per realizzarli non sono mai andate in porto. Nel 2011 sono iniziati i lavori di tre sovrappassi pedonali, due dei quali sono stati già completati, che permetteranno di rendere la circonvallazione più percorribile.
Sono inoltre in progetto lo svincolo Perpignano i cui lavori non sono mai stati iniziati, uno svincolo in corrispondenza di Via Oreto, di Viale Francia e la realizzazione delle carreggiate laterali mancanti in corrispondenza dello svincolo di Bonagia. Senza contare i lavori rescissi per inadempienze finanziarie del raddoppio del viadotto Corleone e del sottopasso Perpignano. Finora sono stati spenti due semafori pedonali. Rimangono i disagi provocati dai semafori Giotto e Perpignano.
Riguardo alla gestione del traffico extraurbano e interprovinciale, la provincia regionale di Palermo e l'ANAS hanno allo studio la realizzazione di una grande viabilità costituita da due nuovi assi autostradali che permettano di collegare l'A19 all'A29 evitando l'attraversamento urbano.
- Interramento, che consiste nel ribassare il piano viabile in alcuni tratti urbani.
- Tangenziale interna, che dovrebbe innestarsi sull'autostrada A19 nei pressi di Brancaccio, raggiungere con un tratto in galleria la conca d'Oro e qui correre ai piedi dei monti di Palermo fino ad innestarsi sull'autostrada A29 in corrispondenza dello svincolo per la Zona Industriale Nord di Palermo.
- Tangenziale esterna, che seguirebbe il percorso iniziale della strada statale 624 Palermo-Sciacca, raddoppiato e adeguato agli standard autostradali. fino ai pressi di Giacalone da dove, con un tratto in galleria, raggiungerebbe Partinico innestandosi sull'autostrada A29. Tale percorso permetterebbe un notevole risparmio di chilometri sull'itinerario Palermo-Trapani e l'ANAS stima che l'infrastruttura assorbirebbe circa il 30% del traffico attuale della circonvallazione di Palermo.

## Galleria d'immagini

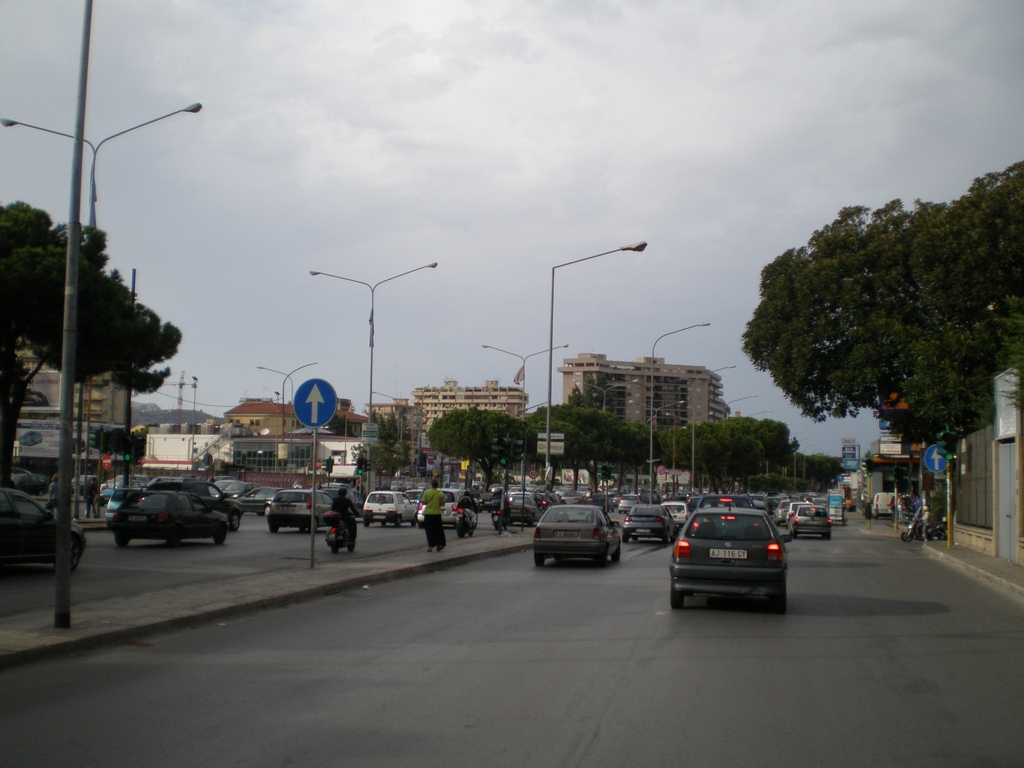
Incrocio di via Perpignano
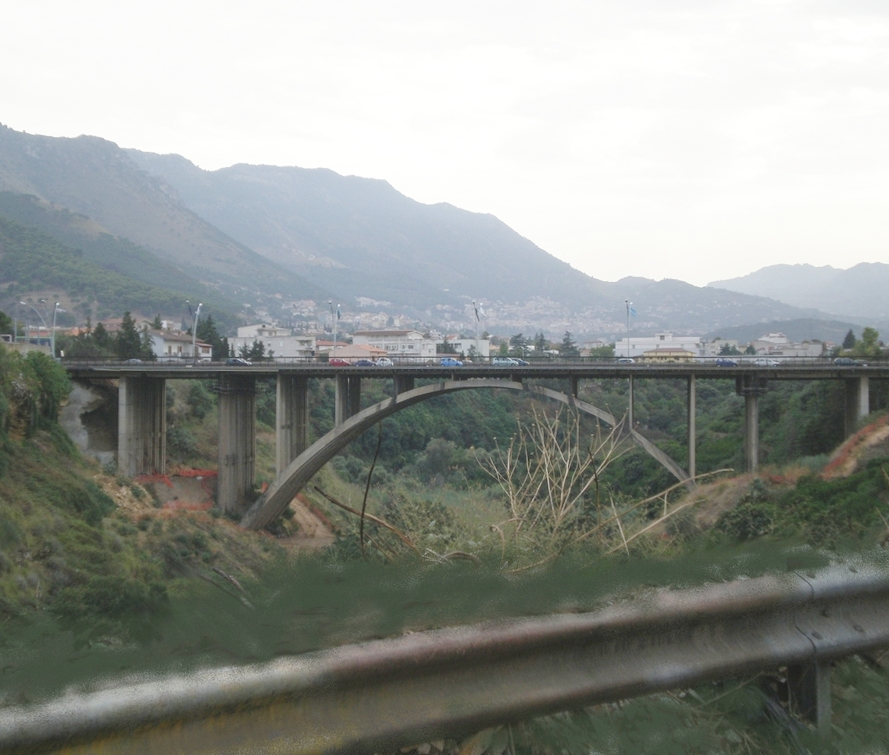
Ponte Corleone